# Barend van Geerenstein
Barend van Geerenstein (Lunteren, 21 december 1919 - Appel, 17 april 1945) was een Nederlandse verzetsstrijder in de Tweede Wereldoorlog. Hij was aangesloten bij een verzetsgroep in Lunteren.

## Levensloop
Van Geerenstein was van beroep landarbeider. Tijdens de Tweede Wereldoorlog was hij aangesloten bij de verzetsgroep in zijn woonplaats Lunteren, die onder leiding stond van Driekus van de Pol en Aart Roelofsen. Tijdens Operatie Pegasus I in oktober 1944 trad hij op als een van gidsen. Tijdens deze actie werden honderdveertig - grotendeels - Britse parachutisten die na de Slag om Arnhem in de regio waren achtergebleven, dwars door Duitse linies heen gesmokkeld en de Rijn over gezet naar bevrijd gebied.
Van Geerenstein nam in de nacht van 8 op 9 maart 1945 deel aan een wapendropping bij de Keuenklep in het buitengebied van Lunteren. Samen met Jan van Ewijk was hij de voerman van de paardenwagen waarop de containers vervoerd zouden worden. Op de avond zelf had een NSB'er met verbazing geconstateerd dat er wel heel veel volk op pad was. Hij had de Duitsers gewaarschuwd die massaal uitrukten. Veertien deelnemers aan de dropping werden diezelfde nacht nog aangehouden.
Van Ewijk en Van Geerenstein slaagden er in eerste instantie in om te ontkomen. De volgende dag wilden zij alsnog het paard ophalen dat ze in de buurt van het droppingsterrein hadden achtergelaten. Beide mannen werden op dat moment alsnog opgepakt. In tegenstelling tot de anderen werden Van Ewijk en Van Geerenstein niet opgesloten in het regionale hoofdkantoor van de Sicherheitsdienst De Wormshoef, maar in de nabijgelegen villa De Eekhorst. Zij slaagden erin op 15 maart te ontsnappen door met een vork een ruit uit het kelderraam te lichten. Van Ewijk schreef meteen een brief aan zijn vrouw, waarin hij vertelde wat de SD uit de verhoren te weten was gekomen en wat ze al wisten.
De SD vreesde na de ontsnapping een actie van het Edese verzet om de overigen gevangenen te bevrijden. Zij bracht de arrestanten, hun aantal was intussen gegroeid tot zeventien, over naar Kamp Amersfoort. Zestien van hen werden een paar dagen later, terwijl Piet Rombout het leven verloor door zelfdoding. Van Geerenstein dook na zijn ontsnapping in de buurtschap Appel onder. Hij slaagde er weer in te ontsnappen. Tragisch genoeg verloor hij drie dagen later samen met een andere onderduiker het leven tijdens de avondmaaltijd. Hij werd getroffen door, vermoedelijk Canadees granaatvuur.

## Postuum
Van Geerenstein ligt begraven op de begraafplaats van Lunteren. Zijn graf is erkend als oorlogsgraf door de Oorlogsgravenstichting. In tegenstelling tot de meeste andere omgekomen Edese verzetsleden ligt hij niet begraven in Het Mausoleum, noch wordt zijn naam daar genoemd. De officiële reden daarvoor is dat Van Geerenstein niet is omgekomen bij een handeling die voortvloeide uit zijn verzetswerk. Op de achtergrond speelde echter het wantrouwen mee bij de nabestaanden van sommige van de omgekomen verzetsstrijders van de wapendropping. Zij vermoeden dat Van Ewijk en Van Geerenstein in ruil voor het geven van belastende informatie door de Sicherheitsdienst zouden zijn vrijgelaten. Hun ontsnapping zou in dat geval in scène zijn gezet.